# 盧慕貞

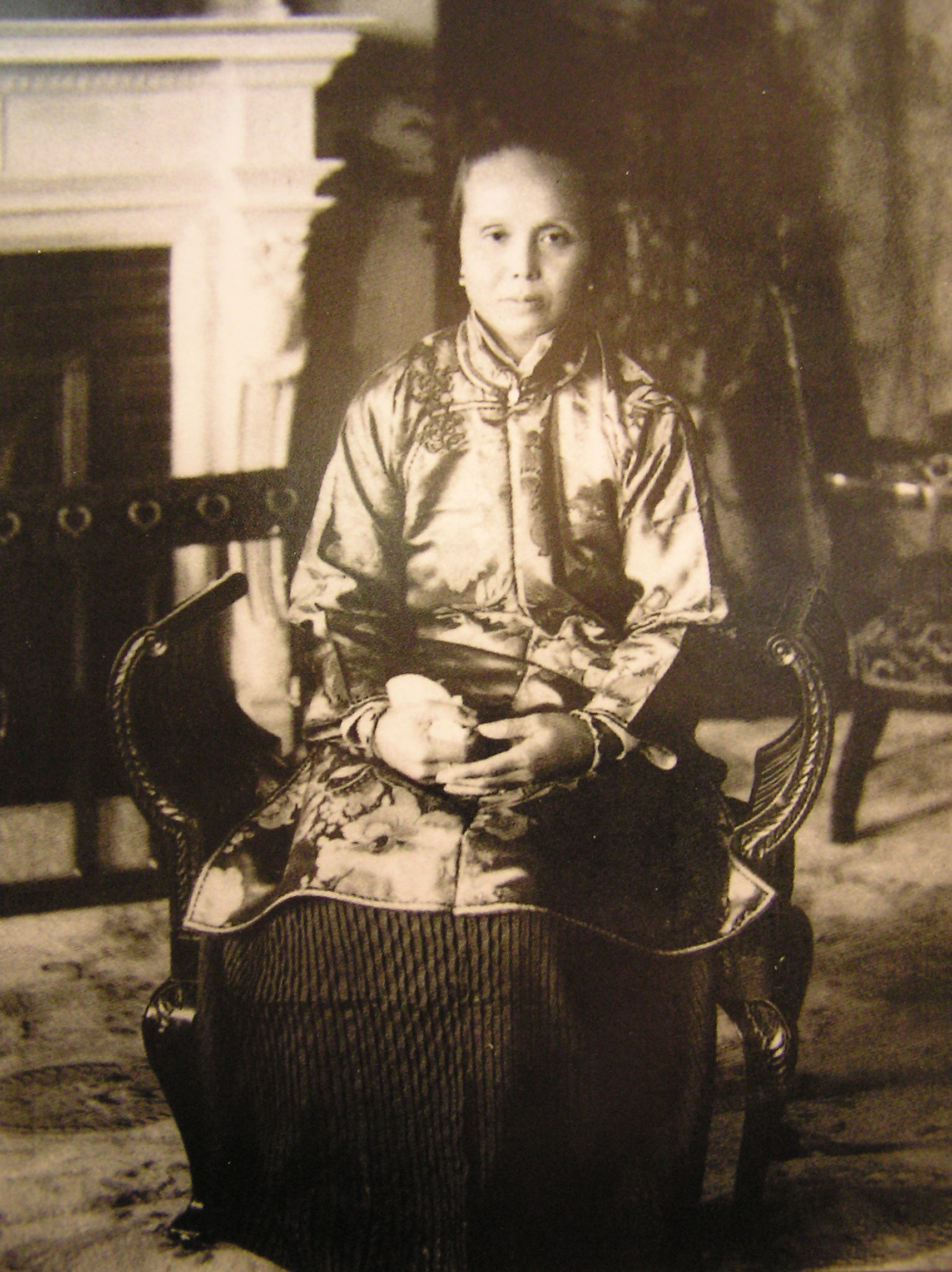
盧慕貞

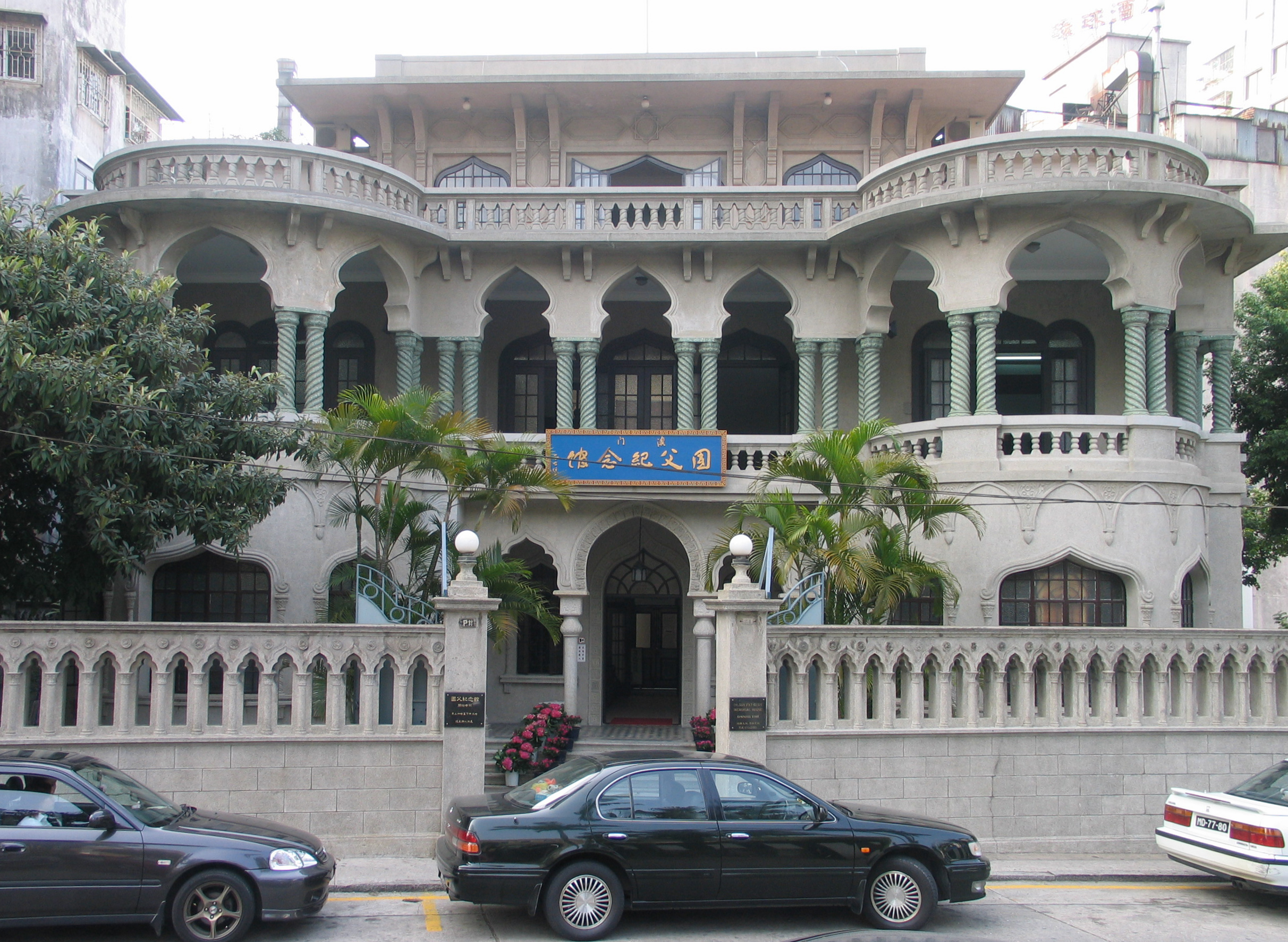
盧慕貞がマカオに住んだアパート、現在はマカオ国父紀念館

盧 慕貞（ろ ぼてい、ルー・ムージェン、1867年7月30日 - 1952年9月7日）は、中華民国政治家・孫文の最初の正室。
孫文と同じ中国広東省香山県（現中山市）出身の父親の仕事の関係でホノルルで生まれる。1885年、親同士の決定で18歳の時に孫文と結婚した。2人は一男二女（孫科と孫娫と孫婉）を儲けたが、忙しい孫文とは一緒に暮らすことはほとんどなかった。1892年に、祖母と子供たちとハワイに渡る。辛亥革命の後、孫文は忙しく国事をした。1912年、女性団体「神州女界協済社」の名誉社長就任。
1915年に日本で孫文が宋慶齢と結婚したことにより、孫文と離婚することにした。盧慕貞はハワイでキリスト教に入信し、マカオに転居、寄託した便りによると篤信に至ったと言う。1952年に死去して、マカオの墓地に安葬された。2005年、中山市人民政府に頼まれて、中山市に安葬された。